# Dòng Thánh Phaolô thành Chartres tại Việt Nam
Dòng Thánh Phaolô thành Chartres tại Việt Nam (hoặc đơn giản là: Dòng Thánh Phaolô) hiện nay bao gồm bốn tỉnh dòng: Hà Nội Sài Gòn, Đà Nẵng và Mỹ Tho. Hiện diện tại Việt Nam hơn 150 năm qua, Dòng thánh Phaolô đã có những đóng góp lớn lao về giáo dục và y tế, phục vụ trực tiếp xã hội và đặc biệt là phục vụ sứ mạng truyền giáo của Giáo hội Công giáo Rôma. Hiện nay, Dòng Thánh Phaolô thành Chartres tại Việt Nam gồm hơn 1000 nữ tu, chiếm ¼ tổng số nữ tu của Hội dòng trên toàn thế giới.

## Lịch sử
Năm 1860, theo lời mời của giám mục Giáo phận Tông tòa Tây Đàng Trong là Dominique Lefèbvre (1810-1865), hai nữ tu của Dòng Thánh Phaolô từ Hồng Kông được gửi sang Việt Nam. Năm 1861, một trong hai nữ tu là Benjamin (1821-1884) người Pháp, được bổ nhiệm làm bề trên chính của dòng tại miền Viễn Đông, đặt trụ sở tại Sài Gòn. Chỉ trong một thời gian ngắn, nữ tu Benjamin đã liên tiếp thành lập 15 cơ sở xã hội và y tế ngay tại những nơi đang diễn ra chiến sự, để chăm sóc cho người bị thương và nuôi dưỡng các trẻ em mồ côi, trong đó có cả một trung tâm phục hồi nhân phẩm cho các thiếu nữ lỡ lầm. Đặc biệt, bà đã cho xây dựng ngôi nguyện đường Tu viện Dòng Thánh Phaolô thành Chartres, Sài Gòn, hiện nay là trụ sở của Tỉnh Dòng Sài Gòn.

## Hiện trạng
- Tỉnh dòng Hà Nội gồm 27 cộng đoàn, hoạt động tại 9 giáo phận trong giáo tỉnh Hà Nội: Hà Nội, Hải Phòng, Bắc Ninh, Thái Bình, Phát Diệm, Bùi Chu, Thanh Hóa, Cao Bằng, Hưng Hóa.
- Tỉnh dòng Sài Gòn gồm 36 cộng đoàn với 403 nữ tu, hoạt động tại năm giáo phận: TP.HCM, Bà Rịa, Xuân Lộc, Phú Cường và Đà Lạt.
- Tỉnh dòng Mỹ Tho gồm 24 cộng đoàn với 165 nữ tu, hoạt động tại các giáo phận Miền Tây: Mỹ Tho, Vĩnh Long, Cần Thơ, Long Xuyên.
- Tỉnh dòng Đà Nẵng gồm 56 cộng đoàn với 469 nữ tu, hoạt động tại giáo tỉnh Huế (Miền Trung).